# Ühlingen-Birkendorf

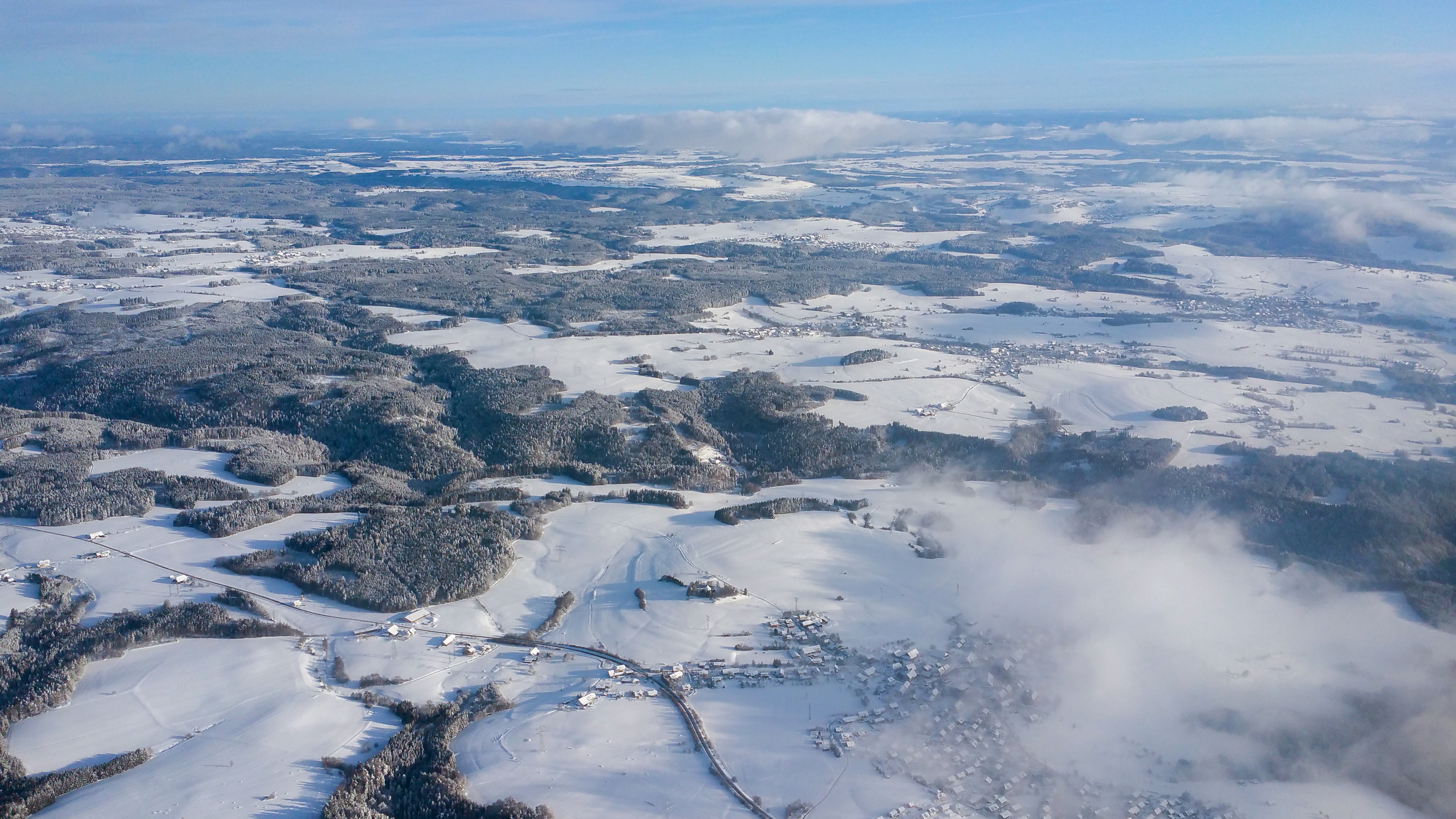
Ühlingen-Birkendorf auf einer Luftaufnahme vom 31. Januar 2015. Vorne Berau, dahinter von links nach rechts Hürrlingen, Riedern am Wald und Ühlingen.

Ühlingen-Birkendorf ist eine Gemeinde im Landkreis Waldshut in Baden-Württemberg und liegt auf einer Hochfläche zwischen der Hochrheinebene und dem Südschwarzwald. Ühlingen war von alters her der Hauptort des von tiefen Schluchten abgegrenzten Gebiets, Birkendorf war bereits in der Vorkriegszeit beliebter Ferienort und im Jahre 1973 Bundessieger im Wettbewerb Unser Dorf soll schöner werden.

## Geographie
Die Flächengemeinde am Südhang des Schwarzwalds liegt zwischen 450 und 1000 Meter Höhe, ihr Gebiet erstreckt sich über vier Täler – der Schwarza im Westen, über die Mettma und die Schlücht bis hin zur Steina im Osten (Ausdehnung Nord-Süd-Richtung 10 km, West-Ost-Richtung 15 km).

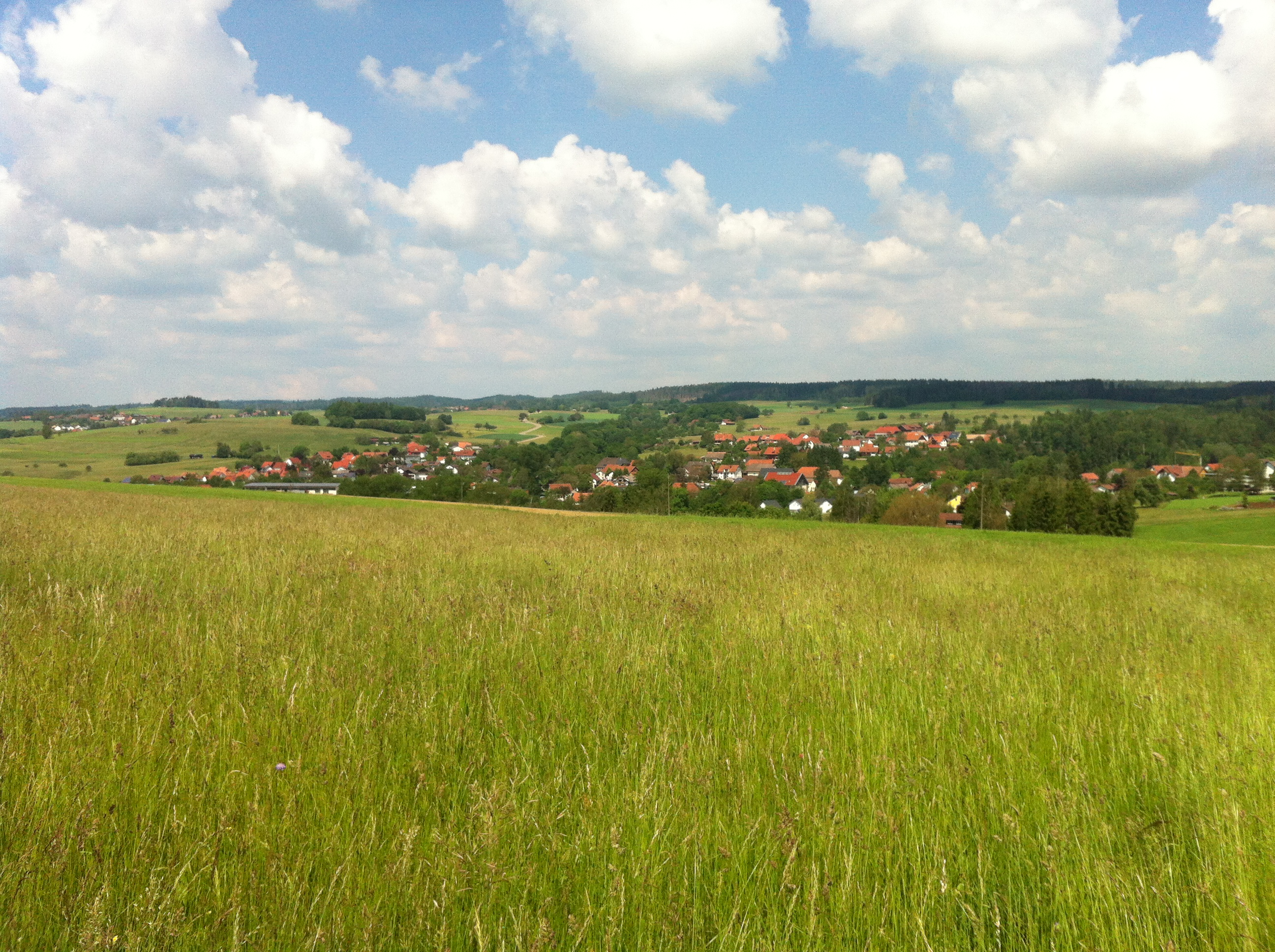
Hochebene um Ühlingen

Dabei bildet die Ebene aus „Muschelkalk östlich der Linie Birkendorf–Gutenburg einen geschlossenen Block, [… die] meridonale Zertalung der Abdachungsfläche“ begünstigt Nord-Süd-Verbindungen, während Ost-West-Wegführungen eingeschränkt sind. Die Lage begünstigte schon früh den klassischen Ferienbetrieb, den Erholungsurlaub mit festem Standort und Ausflugszielen.
Siehe Touristisches Profil

### Nachbargemeinden
Die Gemeinde grenzt im Norden an Schluchsee im (Landkreis Breisgau-Hochschwarzwald), an Grafenhausen und Bonndorf, im Osten an die Stadt Stühlingen und die Gemeinde Eggingen, im Süden an die Gemeinde Wutöschingen und die Stadt Waldshut-Tiengen. Im Westen an Weilheim und Höchenschwand.

## Gemeinde
Die Gemeinde Ühlingen-Birkendorf besteht aus den acht Ortsteilen Berau, Birkendorf, Brenden, Hürrlingen, Obermettingen, Riedern am Wald, Ühlingen und Untermettingen mit insgesamt 43 weiteren Siedlungsplätzen: Weilern, Zinken, Höfen und traditionellen Flussgewerbeorten (Mühlen und Sägen).
Die Ortsteile bilden zugleich sowohl Wohnbezirke als auch Ortschaften im Sinne der baden-württembergischen Gemeindeordnung mit jeweils eigenem Ortschaftsrat und Ortsvorsteher.
Ühlingen war schon in älterer Zeit der Bezugsort der meisten heutigen Ortschaften; das Zusammengehen 1975 mit Birkendorf grenzte den Bereich auch geographisch nach Norden hin ab. Die alte Straße von der Wutach bei Horheim (von Rheinheim und Bechtersbohl kommend) bis Untermettingen und von hier aus nach Grafenhausen bis Rothaus und zum Schluchsee war ein alter Handelsweg Rhein–Schwarzwald und wurde nach archäologischen Befunden erstmals in römischer Zeit ausgebaut.
Während Birkendorf von Touristen bevorzugt wird (die ganze Gemeinde wird noch als Kurort geführt), wurde in Ühlingen das Verwaltungszentrum eingerichtet und das Gewerbegebiet ausgebaut.

### Projekte der Gemeinde
Ortskernsanierungen
Im Juni 2021 fand die Ortskernsanierung Ühlingen mit einer Einweihung des Mehrgenerationenparks, dem ehemaligen Kurpark ihren Abschluss. Der erste Bauabschnitt begann vom nördlichen Ortseingang aus bis in die Ortsmitte, es folgte der zweite Abschnitt 2015 von dort bis zur Schlüchttalbrücke. Der dritte Bauabschnitt ab 2018 berührte das Vorderdorf und das Umfeld von Rathaus und Kirche. Eine 180 Jahre alte Blutbuche musste wegen desolatem Zustand gefällt werden und wurde eine 20-jährige Buche gleicher Art ersetzt.
Auch die Ortskernsanierung in Löhningen, Teil der Ortschaft Untermettingen, wurde 2021 mit dem dritten Bauabschnitt beendet.
Wasserversorgung
„Seit 1. Januar 2021 ist Ühlingen-Birkendorf Partner der Stadtwerke Waldshut-Tiengen […] Verträge mit der Wasserversorgung Höchenschwander Berg und Hochschwarzwald sichern der Gemeinde auch in Notfällen die Wasserversorgung.“ Die neue Kooperation bedeutet Leittechnik und Fernwartung in Ühlingen und Waldshut, verbunden mit zentraler Qualitätskontrolle und genereller Aufbereitung durch eine UV-Anlage, insbesondere auch anstatt erhöhter Chlorzugabe bei Starkregen oder Hitze.
Mit dem Neubau zweier Wasserhochbehälter bei Berau zusammen mit der Erneuerung des dortigen Abwassersystems steht „die größte Investitionsmaßnahme der kommenden Jahre“ an. Die Ortsteile Berau und Brenden werden über den Abwassersammler im Schlüchttal an die Verbandskläranlage Klettgau-West in Tiengen angeschlossen.
Soziales Zentrum
In Ühlingen wird ein denkmalgeschütztes „ortsbildprägendes“ Großgebäude mit neuem Anbau für die Sozialstation eingerichtet – mit 16 Tagespflegeplätzen, dem Dienst Essen auf Rädern und mit barrierefreiem Wohnraum. Im Herbst 2022 soll das Soziale Zentrum „in Betrieb gehen.“
Windkraftanlage
Der Gemeinderat stimmte im Februar 2022 der Empfehlung des Gemeindeverwaltungsverbandes Oberes Schlüchttal „zum Erstellen eines räumlichen und sachlichen Teilflächennutzungsplanes zur Steuerung der Zulässigkeit von Windkraftanlagen im Außenbereich“ zu. Die Flächen befinden sich ausschließlich auf der Gemarkung Grafenhausen.
Breitbandversorgung
Die Arbeiten gehen hier in den sechsten Bauabschnitt, dabei werden bei Untermettingen gelegene Höfe sowie Löhningen versorgt, „im Anschluss kommen Riedern am Wald, Hürrlingen, Brenden, Birkendorf-Igelschlatt und ein Teil Ühlingens zum Zuge.“

### Gewerbestandort und Wirtschaft

Das Porphyrwerk Detzeln im Steinatal unterhalb von Krenkingen und dem Weiler Raßbach liegt auf Ühlinger Gemarkung

Die Gemeinde ist „traditionell kein Standort für das große Gewerbe oder gar Industrie.“ Im Gewerbegebiet Baumwiesen „finden sich in der Hauptsache Handwerksbetriebe“, zuletzt auch eine „Neuansiedlung von jungen, innovativen Betrieben.“ Besitzer der Betriebe und Gründer stammen häufig aus der Gemeinde. Aktuell (Mitte 2021) wird eine Erweiterung erörtert. Ühlingen bietet mehrere Hundert Arbeitsplätze; die Gemeinde ist mit 110 Beschäftigten größter Arbeitgeber. Dabei sind neben Traditionsbetrieben Firmen für Umwelt- und Wasserstofftechnik, ein Hofgut und ein weiterer Landwirtschaftsbetrieb folgen den Auflagen von Demeter.
Mobilfunkanlagen in zwei Gemeinden
Die Deutsche Telekom möchte in Berau einen Mobilfunkmast erreichten. Der Gemeinderat gab ein Immissionsgutachten in Auftrag; Gutachten für Berau und Birkendorf liegen seit Januar 2022 vor.

## Politik

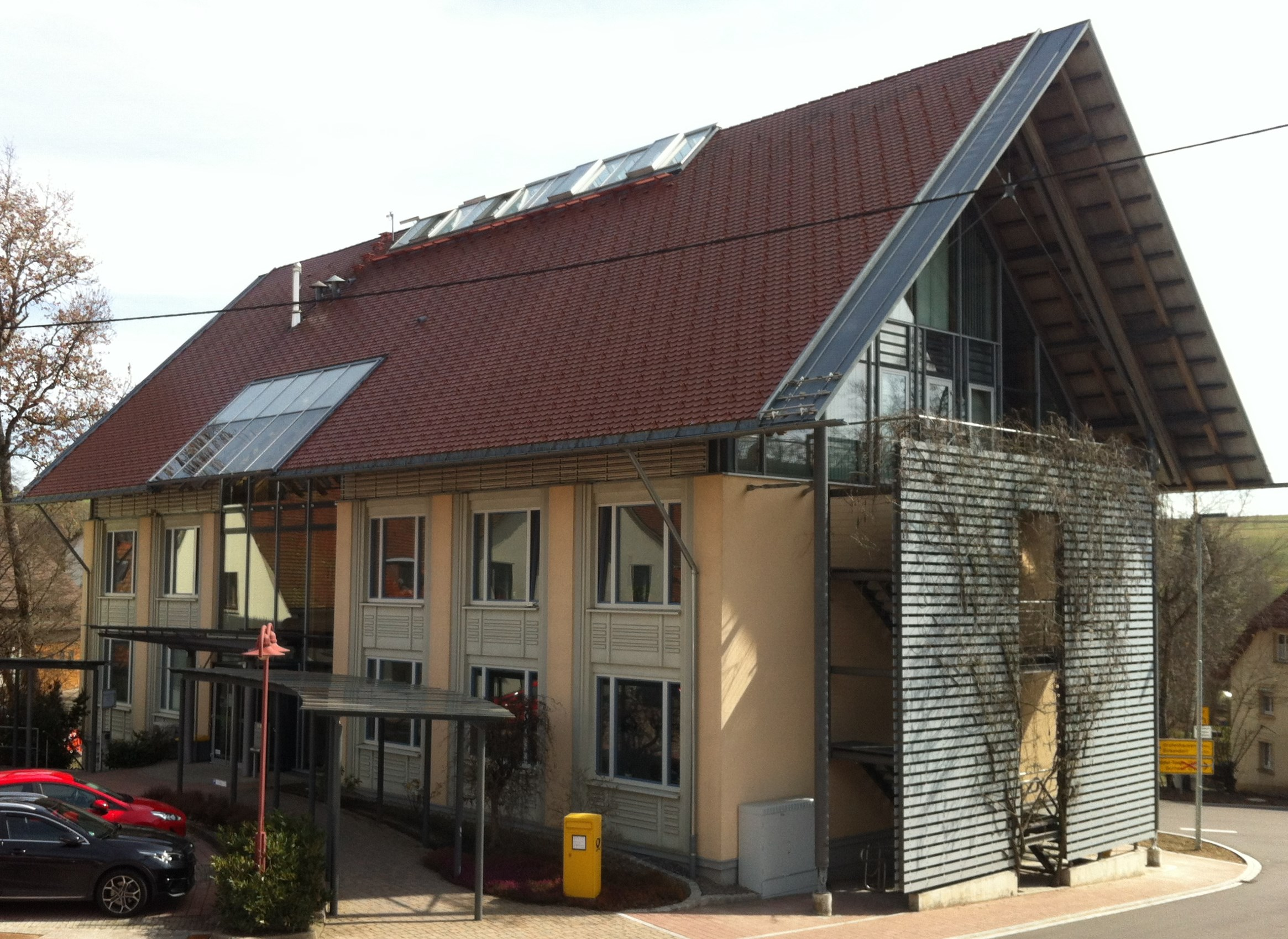
Rathaus von Ühlingen-Birkendorf in Ühlingen

Die Ortsteile bilden zugleich sowohl Wohnbezirke als auch Ortschaften im Sinne der baden-württembergischen Gemeindeordnung mit jeweils eigenem Ortschaftsrat und Ortsvorsteher als dessen Vorsitzender.
Wappen der ehemaligen Gemeinden

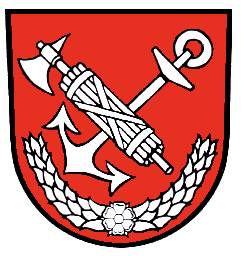
Ühlingen
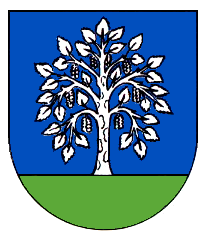
Birkendorf
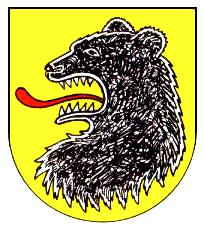
Berau
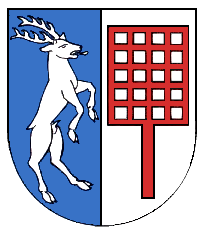
Brenden
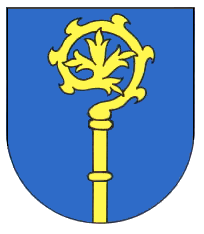
Hürrlingen
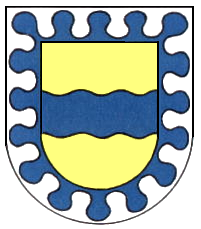
Obermettingen
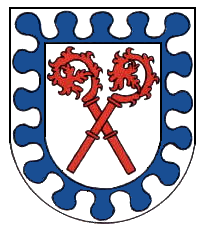
Riedern am Wald
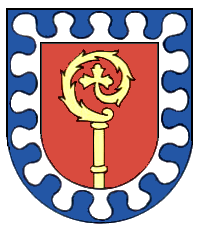
Untermettingen

### Bürgermeister
Bürgermeister ist seit Dezember 2012 Tobias Gantert. Seine Wiederwahl fand im September 2020 statt.

### Gemeinderat
In Ühlingen-Birkendorf wurde der Gemeinderat 2019 erstmals nach der 2016 beschlossenen Abschaffung der unechten Teilortswahl neu gewählt. Der Gemeinderat in Ühlingen-Birkendorf umfasst 18 gewählte ehrenamtliche Gemeinderäte und den Bürgermeister als Vorsitzendem. Der Bürgermeister ist im Gemeinderat stimmberechtigt. 
Die Kommunalwahl am 9. Juni 2024 führte zu folgendem Endergebnis.
| Parteien und Wählergemeinschaften | Parteien und Wählergemeinschaften           | % 2024  | Sitze 2024 | % 2019 | Sitze 2019 |
| FW                                | Freie Wähler Ühlingen-Birkendorf            | 70,15   | 13         | 62,2   | 11         |
| CDU                               | Christlich Demokratische Union Deutschlands | 29,85   | 5          | 37,8   | 7          |
| Gesamt                            | Gesamt                                      | 100     | 18         | 100    | 18         |
| Wahlbeteiligung                   | Wahlbeteiligung                             | 67,33 % | 67,33 %    | 64,6 % | 64,6 %     |

Verwaltungsverband
Die Gemeinde ist Sitz des Gemeindeverwaltungsverbands „Oberes Schlüchttal“, dem Grafenhausen und Ühlingen-Birkendorf angehören.

### Haushalt 2022
Der Haushaltsentwurf 2022 erreicht mit Investitionen von „12,24 Millionen Euro ein neues Rekordniveau.“ von Steuer- und Beitragserhöhungen „und auch von Kreditaufnahmen kann abgesehen werden.“ Auszahlungen von 26 Millionen Euro stehen 23,3 Millionen an Einzahlungen gegenüber, die Differenz wird durch Rücklagen ausgeglichen. Schuldenstand Ende 2022: 410.000 Euro.

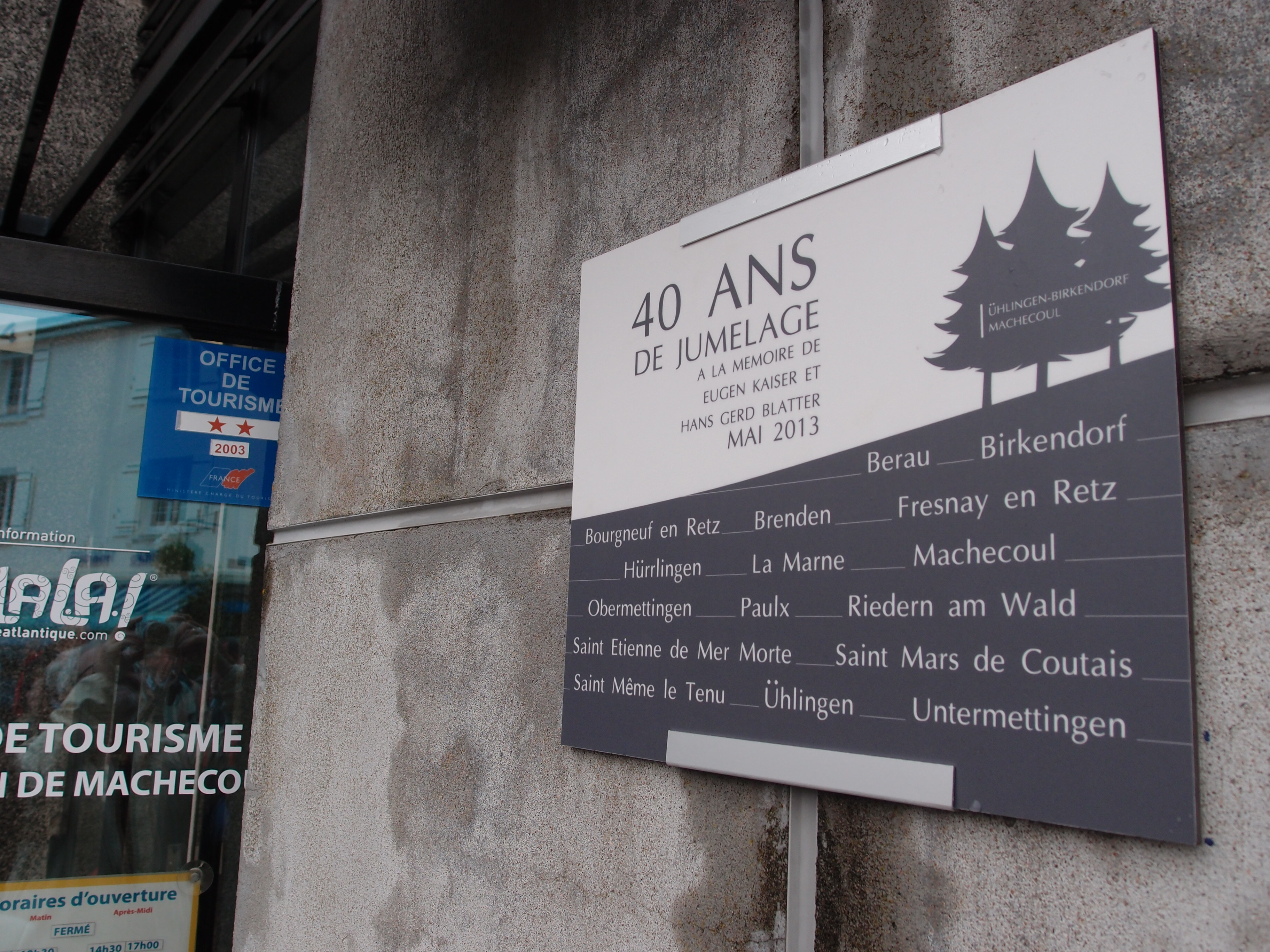
Partnerschaftstafel in der Partnergemeinde Machecoul zum 40-jährigen Bestehen

### Gemeindepartnerschaften
Die Gemeinde Ühlingen-Birkendorf unterhält seit 1973 partnerschaftliche Beziehungen zu Machecoul-Saint-Même in der Region Pays de la Loire in Frankreich. 1992 ist sie außerdem eine Partnerschaft mit Asahi-son in der Präfektur Yamaguchi im Süden der japanischen Hauptinsel Honshū eingegangen; Asahi wurde jedoch am 6. März 2005 nach Hagi eingemeindet (jetzt Akiragi-chiku und Sasanami-chiku innerhalb Hagis). Auf einer von der Botschaft Japans veröffentlichten Liste japanisch-deutscher Gemeindepartnerschaften ist Ühlingen-Birkendorf zusammen mit Hagi aufgeführt; auf der Partnergemeindenliste Ühlingen-Birkendorfs hingegen findet sich „Asahi“ statt „Hagi“.
Migration
In der Gesamtgemeinde wohnten 2021 „67 Flüchtlinge aus Syrien, Irak, Marokko, Nigeria, Somalia und Guinea.“

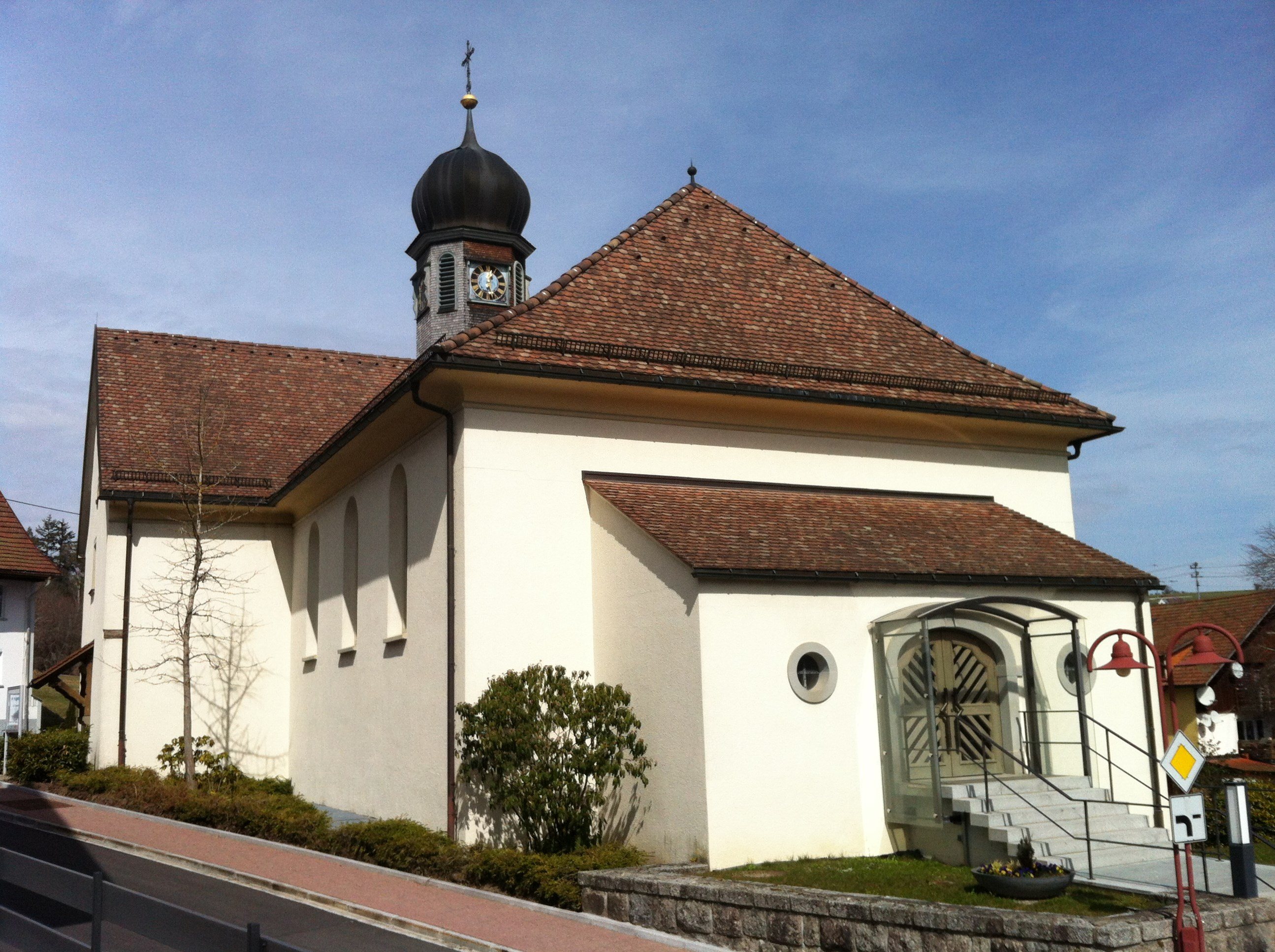
Pfarrkirche St. Ursula in Ühlingen

### Religiöse Gemeinden
Die katholische Pfarrkirche St. Ursula in der Nähe des Rathauses wurde 1591 eingeweiht. 1990 wurde die evangelische Kirche an der Ortsausfahrt Ühlingen in Richtung Riedern am Wald eingeweiht.

### Kultur und Sport
„15 Vereine prägen das kulturelle Leben“, es gibt den Kugelwaldpfad, ein Narrenmuseum, einen Abenteuerspielplatz und „Sportbegeisterte finden mit Skaterbahn, Tennis- und Fupballplätzen, sowie Sporthalle gute Angebote.“ In Witzhalden „haben auch bis zu 25 Polopferde ihr Winterquartier.“

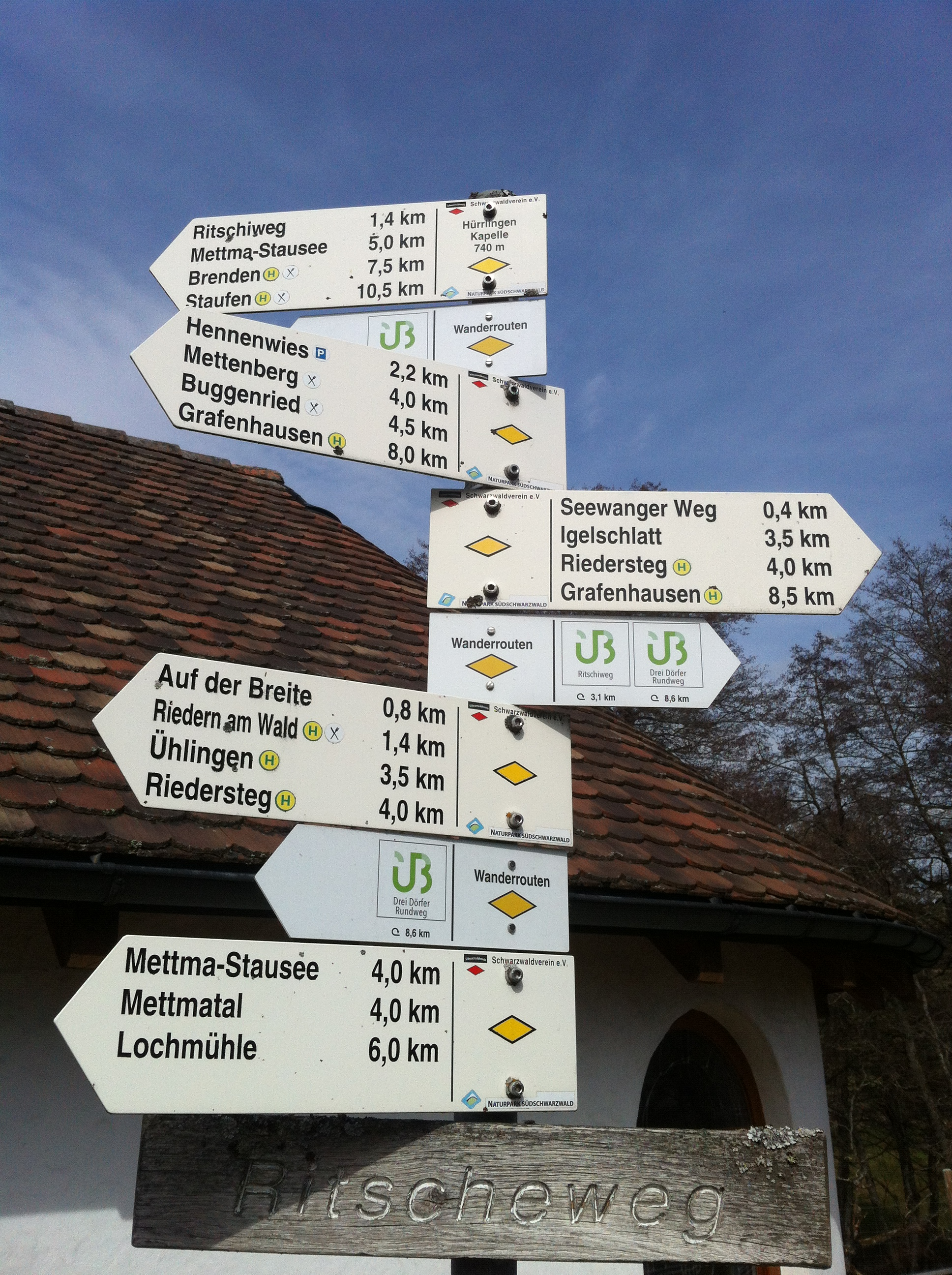
Wanderweganzeiger in Hürrlingen bei der Antonius-Kapelle

## Touristisches Profil
Die Region ist Teil des Naturpark Südschwarzwald. Nach der letzten Erhebung gab es 2016 in der Gemeinde 426 Betriebe mit 1.186 Betten, 16.386 Gästeankünfte zu 60.483 Übernachtungen mit einer Aufenthaltsdauer von 3,7 Tagen. Gegenüber den 1960/70er-Jahren sind die Zahlen stark rückläufig, in den letzten Jahren stiegen sie wieder an.

## Historischer Überblick
Das vermutlich älteste Relikt aus historischer Zeit, die Berauer Wallanlage, bietet noch Fragen, die letztlich nur durch archäologische Untersuchungen zu entscheiden sind. Alles, was vermessen und in Analogschlüssen präzisiert werden kann, haben zwei Heimatforscher in den 1950er und 60er-Jahren verarbeitet und veröffentlicht. Mindestens soll sie bis in die karolingisch/ottonische Zeit (im 9./10. Jahrhundert) zurück reichen, die frühste Urkunde ist aus dem Jahr 816 erhalten. Für die folgenden drei Jahrhunderte sind Ortsadelfamilien nachgewiesen, auch kleine Klöster, die gesellschaftlich und wirtschaftlich innovativ waren. Danach kämpften immer größere Machtgruppen um die Territorien, neben Herrschern der Zentralstaaten mit ihren regionalen (Gau-)Grafen auch Klöster – in der weiten Region insbesondere das St. Blasien. Stadtbildungen und -gründungen am Rhein und ein Netzwerk von Burgen, ob regulär oder von Raubrittern, prägten bis ins 12. Jahrhundert das Geschehen. Ein turbulentes, illegales Treiben ermöglichte das Interregnum, die „kaiserlose Zeit“ (1245–1273 n. Chr.), bevor der Habsburger Rudolf I. klug und zur Not auch gewalttätig für eine neue Ordnung sorgte, die dann das Haus Österreich jahrhundertelang als „Vorderösterreich“ verwaltete – auch über tiefe Einschnitte und Veränderungen durch hinweg, die der Bauernkrieg (1524/25), der Dreißigjährige Krieg und eine Vielzeit weiterer Kriege dann schon europäischer Mächte bis ins beginnende 19. Jahrhundert brachte, als Napoleon Europa neu „ordnete“. Das historische Schicksal ganzer Regionen – wie der des Hochrhein/Schwarzwald-Gebiets – wurde für die einzelnen Dörfer und Städte immer ähnlicher – wenn auch ein Bereich wie der Hotzenwald konsequent um seine Unabhängigkeit kämpfte, die natürlich von der geografischen Lage begünstigt war. Das 20. Jahrhundert gipfelte in den beiden Weltkriegen der Nationalstaaten, der aktuelle Fortschritt danach entwickelt sich nun in der Europäischen Union. Auf der untersten Ebene – so ist es durchaus festzustellen – entspricht diese den Gemeindefusionen.

### Gemeindefusion
Im Zuge der Gemeindegebietsreform in Baden-Württemberg wurden folgende bis dahin selbstständige Gemeinden nach Ühlingen eingemeindet:
- 1. Juli 1971: Hürrlingen[21]
- 1. Juli 1972: Obermettingen[21]
- 1. Dezember 1972: Riedern am Wald[21]
- 1. Januar 1974: Untermettingen[22]
- 1. Januar 1975: Berau, Birkendorf und Brenden[22]

Am 1. Januar 1975 wurde Ühlingen in Ühlingen-Birkendorf umbenannt.
Im Gebiet des Ortsteils Berau liegen die Wüstungen Bürgeln und Heidentor. In Birkendorf mit Vogelsang aufgegangen ist die Ortschaft Vogelsang, des Weiteren liegt die Wüstung Rombach im Ortsteil Birkendorf. Im Ortsteil Untermettingen liegt die nicht lokalisierte jedoch vermutete Wüstung Rudolfsberg, des Weiteren liegt im Ortsteil die vielleicht mit Endermettingen identische Ortschaft Hofwies.
Bergmammutbaum

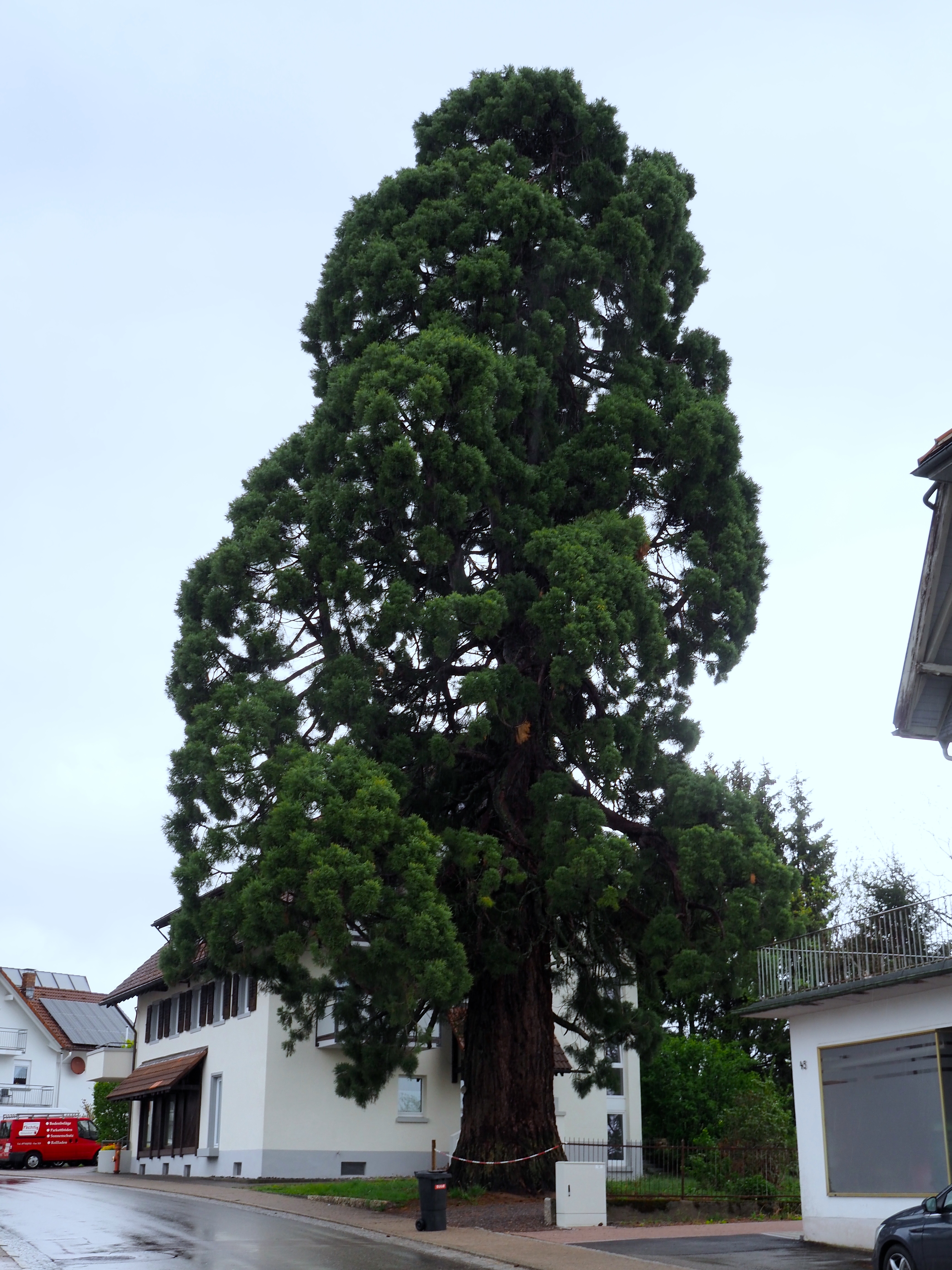
Der Bergmammutbaum von Birkendorf ist der älteste und größte im Landkreis Waldshut

Im Jahre 1871 wurde, aus Anlass der deutschen Einheit in Folge der siegreichen Einheitskriege gegen Dänemark, Österreich und Frankreich, ein Bergmammutbaum (Sequoiadendron giganteum), auch unter dem Namen Riesenmammutbaum oder Wellingtonie bekannt, gepflanzt. Dieser Baum mit einer Höhe von 27 Metern und einem Stammumfang von 6 Metern gilt heute als Wahrzeichen von Birkendorf. Vermutlich stammt der Baum von der Insel Mainau, das Saatgut mit Sicherheit aus der Wilhelma-Saat.

## Persönlichkeiten

### Söhne und Töchter der Gemeinde
- Arnold I., 1241 bis 1247 Abt im Kloster St. Blasien
- Kolumban Schnitzer (1818–1901), Glockengießer
- Heinrich Ernst Kromer (1866–1948), Schriftsteller, Maler und Bildhauer
- Karl Albiker (1878–1961), Bildhauer
- Kurt Beringer (1893–1949), Neurologe, Psychiater und Hochschullehrer
- Franz Josef Brecht (1899–1982), Philosophieprofessor
- Julius Brecht (1900–1962), Politiker (SPD) und Wohnungsbaumanager
- Wilhelm Probst (1912–1979), Politiker (CDU), Bundestagsabgeordneter
- Franz Völker (1912–2007), Ehrendomherr und Stadtdekan von Mannheim
- Georg Gänswein (* 1956), römisch-katholischer Erzbischof und Privatsekretär von Papst Benedikt XVI., seit 2012 Ehrenbürger
- Matthias Kohler (* 1991), Fußballtrainer, wuchs in Obermettingen auf

### Mit der Gemeinde verbundene Personen
- Emmerich von Stall (1610–1669), Eremit und Priester
- Ferdinand von Senger und Etterlin (1923–1987), General der Bundeswehr

## Anmerkung
1. ↑  Es gibt einen Hinweis auf den Fund eines Schwerts aus der Bronzezeit in der Wallanlage, das jedoch wieder verschwunden sei.